# Jan Pieter van Bredael der Jüngere
Jan Pieter van Bredael der Jüngere (* 27. Juli 1683 in Antwerpen; † 1735 in Wien; auch bekannt als Jan Pieter Bredael II. oder Jean Pierre van Bredael le jeune) war ein flämischer Schlachten-, Jagd-, Landschafts- und Vedutenmaler.

## Familie
Van Bredael war ein Sohn des nahezu unbekannten Malers Joris van Bredael (1661–1706), der 1684 Freimeister der Lukasgilde wurde und seinen Sohn bis zu seinem Tod in der Malerei unterwies. Zu seiner Familie gehörten:
- Peeter van Bredael (* 19. Juni 1629; † 9. März 1719), Landschafts- und Schlachtenmaler ⚭ 12. Januar 1648 mit Anna-Maria (geborene Veldeners; † 27. August 1702),[2] seine Großeltern.
  - Maria Anna van Bredael, seine Tante ⚭ 14. Juli 1671 mit Peter Ykens (1648–1695),[3] Sohn des Malers Jan (Johann) Ykens.
  - Jan Pieter van Bredael der Ältere (* 28. April 1654; † 10. März 1745), Maler, sein Onkel.
  - Joris van Bredael (* 1. Januar 1661; † 1706), sein Vater, ab 1684 Meister in Antwerpen.
    - Jozef van Bredael (* 14. August 1688; † 1739), sein jüngerer Bruder, der seit dem 27. Juli 1706 für den Kunsthändler Jacob de Witte als Kopist tätig war.

  - Alexander van Bredael (* 1. April 1663; † 14. Juli 1720), Maler, sein Onkel, ab 1685 Meister ⚭ 11. August 1685 mit einer Tochter des Malers Corn. Sporckman.
    - Jan Frans van Bredael I. (* 1. April 1686; † 19. Februar 1750), Maler, der zeitweise in England tätig war.
      - Jan Frans van Bredael II. (* 7. Juni 1729), Maler.

## Leben und Werk
Als 23-Jähriger begab sich Bredael nach dem Tod seines Vaters im Jahr 1706 nach Prag und war dort jahrelang für den Prinzen Eugen von Savoyen tätig. Bredael war neben Jan van Huchtenburgh (1647–1733) und Ignace Parrocel (1667–1722) ein weiterer Schlachtenmaler, der in der mäzenatischen Gunst des Prinzen Eugen stand und von diesem mit Schlachtengemälden von seinen Feldzügen, vor allem gegen die Türken, beauftragt wurde. Bredael malte aber auch Schlachten aus dem Spanischen Erbfolgekrieg (1701–1714), bei denen der Savoyer nicht das Kommando hatte, sondern Guido von Starhemberg (1657–1737). Im Jahr 1720 ging der Künstler in seine Heimatstadt Antwerpen zurück und trat in die Lukasgilde ein. Doch bald darauf rief ihn Prinz Eugen wieder zu sich nach Wien, wo er unverheiratet 1735 starb.
Von den Schlachtengemälden des Jan Pieter van Bredael sind einige erhalten und befinden sich heute im Kunsthistorischen Museum, im Heeresgeschichtlichen Museum und im Schloss Schönbrunn in Wien.
Der Künstler signierte seine Gemälde meist J.P.van:Bredal.
Werke (Auswahl)
- Die Schlacht bei Peterwardein. Öl auf Leinwand, 91 × 127 cm. KHM Inv. Nr. GG1743, Dauerleihgabe im Heeresgeschichtlichen Museum Wien.
- Die Schlacht von Almenara. Öl auf Leinwand, 172 × 256 cm. KHM Inv. Nr. GG2703, Dauerleihgabe im Heeresgeschichtlichen Museum Wien.
- Die Schlacht von Saragossa. Öl auf Leinwand, 171 × 257 cm. KHM Inv. Nr. GG2704, Dauerleihgabe im Heeresgeschichtlichen Museum Wien.
- Die Befreiung von Barcelona. Öl auf Leinwand, 171 × 245 cm. KHM Inv. Nr. GG2709, Dauerleihgabe im Heeresgeschichtlichen Museum Wien.
- Die Schlacht von Villaviciosa. Öl auf Leinwand, 171 × 245 cm. KHM Inv. Nr. GG2710, Dauerleihgabe im Heeresgeschichtlichen Museum Wien.

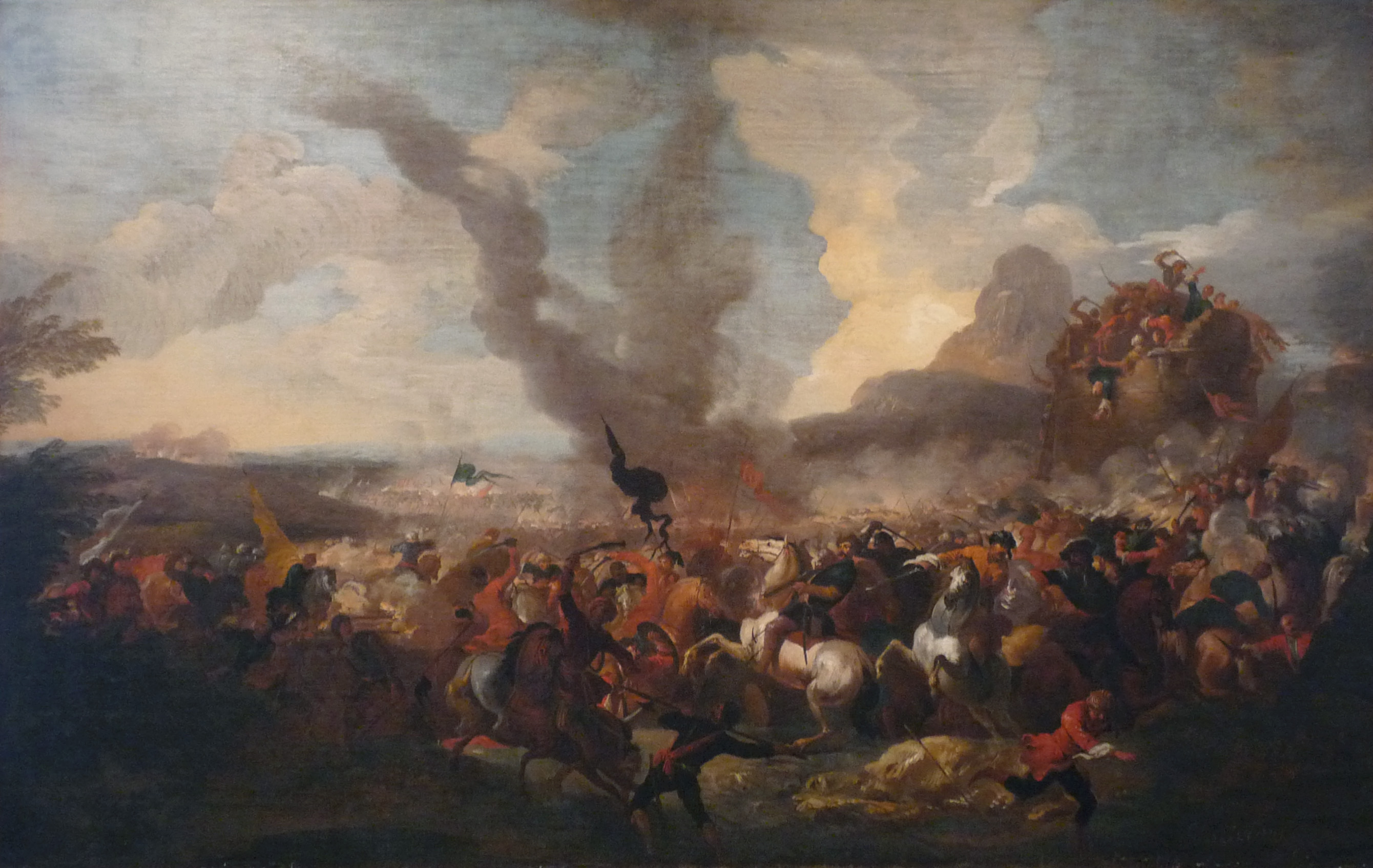
Schlacht gewonnen gegen die Türken
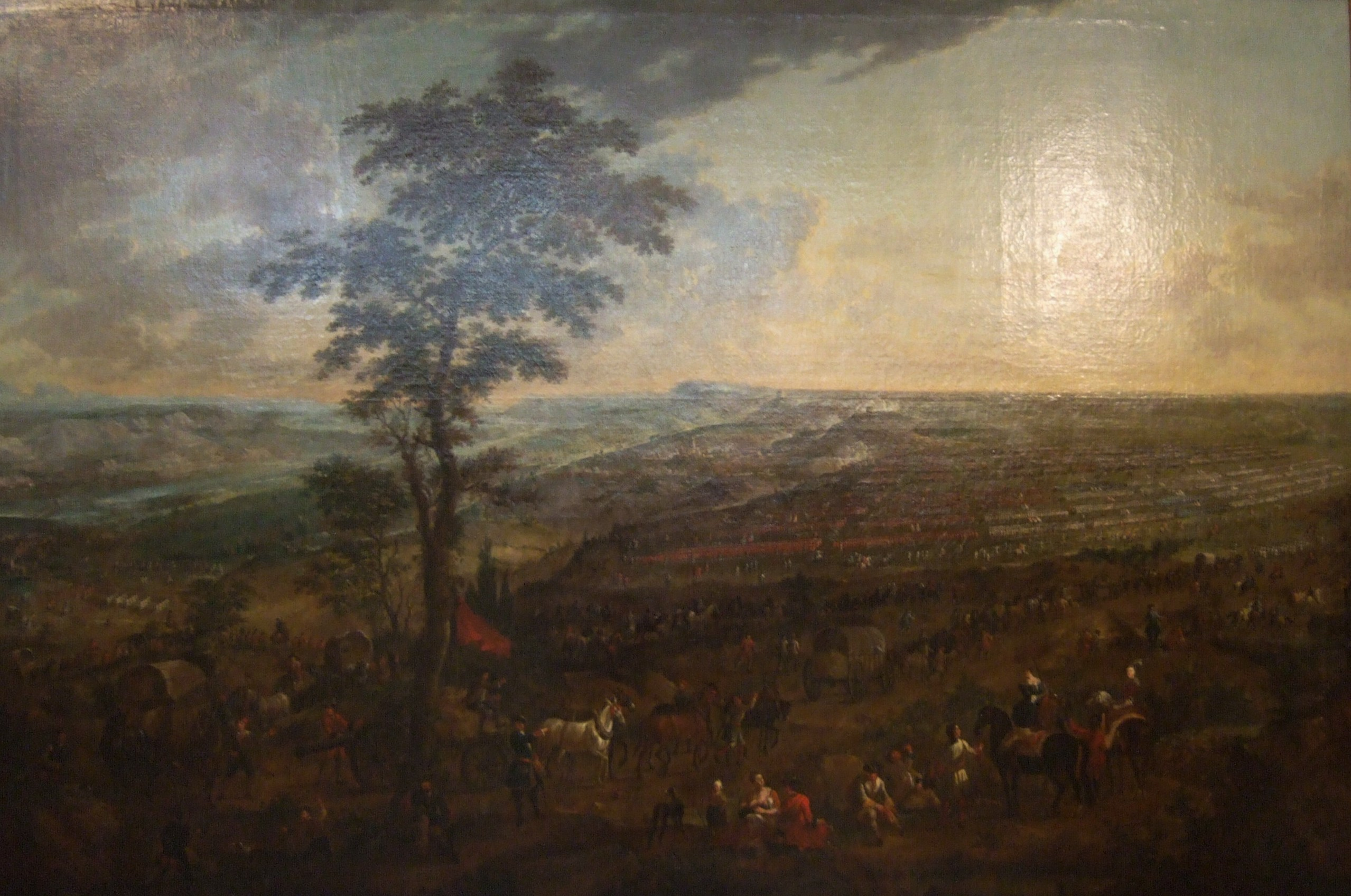
Die Schlacht bei Almenar
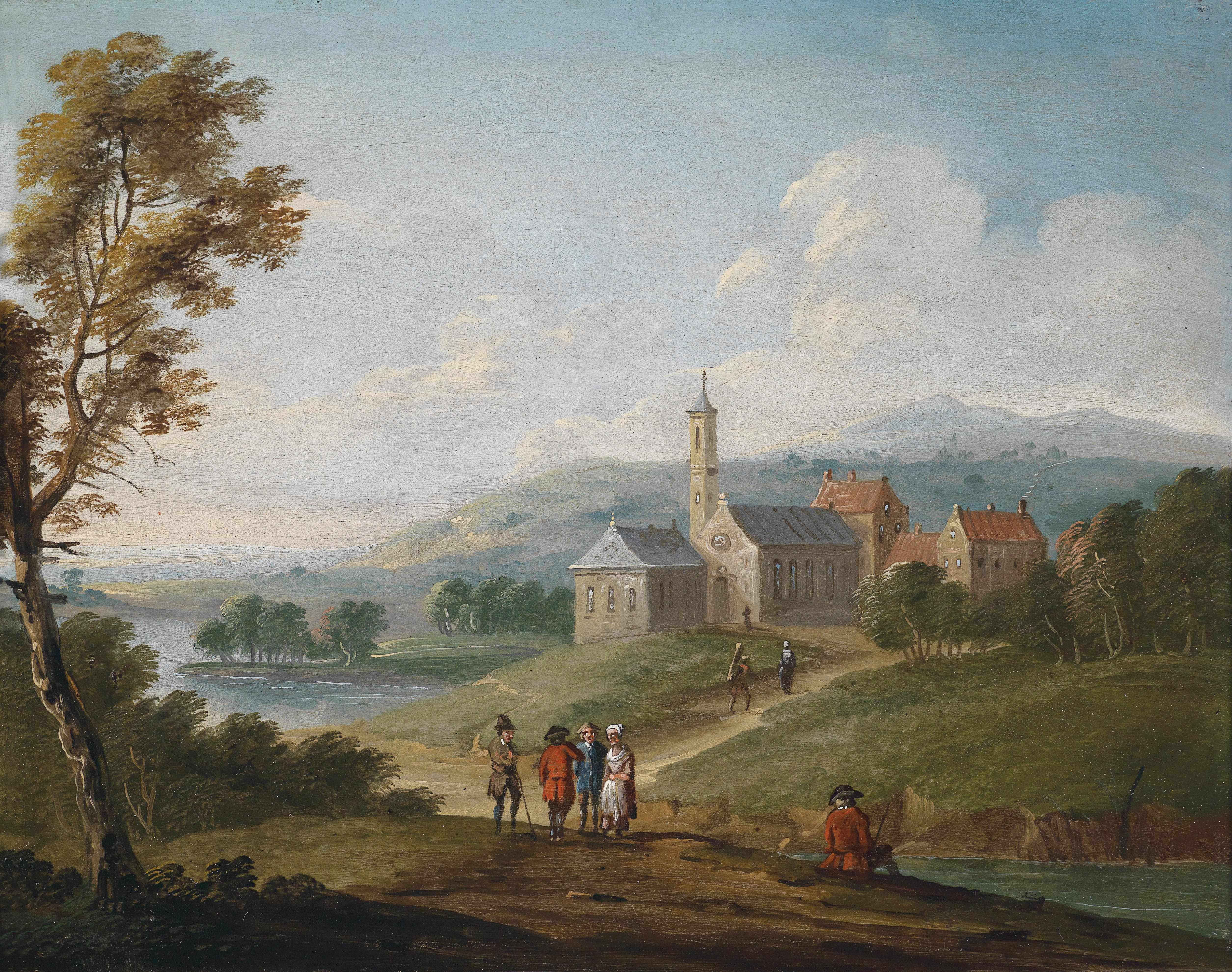
Flusslandschaft mit Dorf
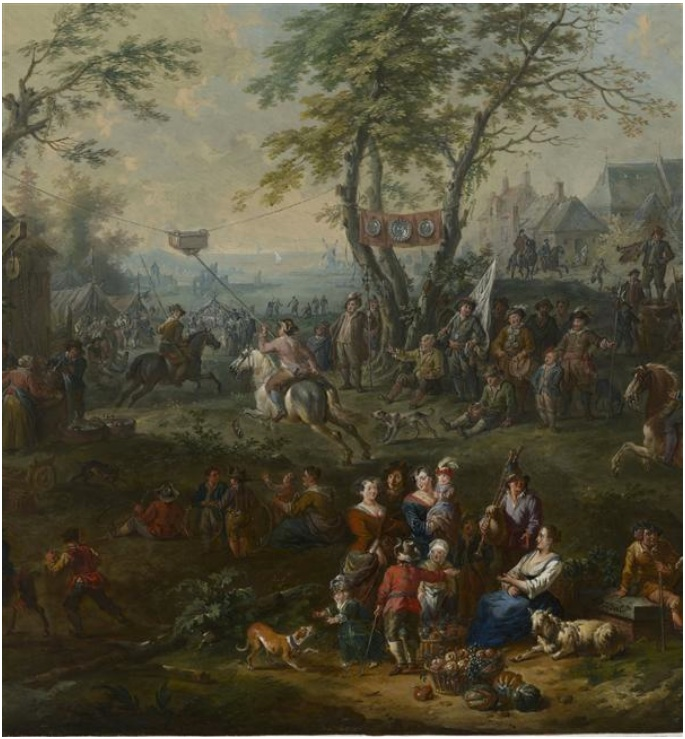
Kirmessbelustigung